# Pedro Guzmán (militar)
Gral. Pedro Guzmán fue un militar mexicano que participó en la Revolución mexicana. Nació en Totoapa, Guerrero. En abril de 1911 se unió al movimiento maderista, incorporándose como soldado raso en las fuerzas de Ambrosio Figueroa. Luego de la Decena Trágica de 1913 se levantó en armas con una fuerza de 300 hombres; posteriormente se unió a otros grupos rebeldes que operaban en Guerrero y Morelos; pronto obtuvo el grado de Coronel, participando en las campañas de Atoyac, Chilapa, Taxco, Iguala, Coyuca y Carrizalillo, donde su actuación le valió el ascenso a general. A la caída de Victoriano Huerta combatió al general zapatista Jesús H. Salgado, para luego marchar a Michoacán. Obtuvo el grado de general de brigada.